# 徳島県立農林水産総合技術支援センター森林林業研究所
徳島県立農林水産総合技術支援センター森林林業研究所（とくしまけんりつのうりんすいさんそうごうぎじゅつしえんセンターしんりんりんぎょうけんきゅうじょ）は、徳島県立農林水産総合技術支援センターが管理する林業に関する施設。

## 沿革
- 1953年（昭和28年）10月20日 - 徳島県林業指導所設置規則が公布される。
- 1954年（昭和29年）11月15日 - 徳島県林業指導所として発足する。
- 1965年（昭和40年）6月16日 - 徳島県林業試験場へ改称。
- 1968年（昭和43年）4月1日 - 徳島県農業大学校林業分校が併設される。
- 1976年（昭和51年）4月1日 - 徳島県林業総合技術センターの設置に伴い、徳島県林業総合技術センターへ改称。
- 2001年（平成13年）4月1日 - 徳島県立農林水産総合技術センターの設置に伴い、徳島県立農林水産総合技術センター森林林業研究所へ改称。
- 2005年（平成17年）4月1日 - 徳島県立農林水産総合技術支援センターの設置に伴い、徳島県立農林水産総合技術支援センター森林林業研究所へ改称。農業大学林業分校が廃止される。

## 施設
森林林業研究所
- 本館
- 車庫・実習舎
- 作業舎
- 種子貯蔵庫
- 球果乾燥精選室
- シイタケ乾燥室
- 標本資料室
- 緑化樹木さし木温室
- きのこ開発加工施設
- 林業分校学生寮
- 実大強度試験棟
- 新技術開発試験棟
- 試験林事務所
- 住宅資材性能試験棟
- 樹木園

和食試験林

## 所在地等
森林林業研究所
- 〒770-0045 徳島県徳島市南庄町5丁目69

和食試験林
- 〒771-5203 徳島県那賀郡那賀町和食郷南川

## 交通
- JR四国徳島線鮎喰駅より車で約5分。
- 徳島市営バス「鮎喰町一丁目」下車、徒歩約3分。